# مقاطعة بيلترامي (مينيسوتا)
مقاطعة بيلترامي (بالإنجليزية: Beltrami County)‏ هي إحدى مقاطعات ولاية مينيسوتا في الولايات المتحدة الأمريكية.